# Noyelles-lès-Seclin
Noyelles-lès-Seclin è un comune francese di 906 abitanti situato nel dipartimento del Nord nella regione dell'Alta Francia.

## Società

### Evoluzione demografica
Abitanti censiti